# Ahmad Kasravi
Ahmad Kasravi (en persan : احمد کسروی) est un linguiste, un historien, un réformateur et un philosophe iranien né à Tabriz le 29 septembre 1890 et mort à Téhéran le 11 mars 1946.

## Biographie
Né à Hokmabad (Hohmavar), à Tabriz, Kasravi était un Iranien Azéri.
Après avoir commencé des études de séminariste, il prit part à la révolution constitutionnelle. Il fut convaincu par l'enseignement occidental en apprenant que la comète de 1910 avait été identifiée comme la comète de Halley et abandonna alors ses études de séminariste pour s'inscrire à l'American Memorial School de Tabriz (en). Il devint dès lors, selon Roy Mottahedeh (en), un anticlérical convaincu.
Il se familiarisa avec un large spectre d'idées et de mouvements politiques à Tbilissi, et fut ensuite nommé par le gouvernement iranien à divers postes culturels.
Auteur prolifique, Kasravi se montrait très critique tant à l'égard du clergé chiite qu'à la politique du gouvernement. Il avait des vues libertaires sur la religion et se montrait un partisan convaincu de la démocratie. Ses prises de position lui attirèrent beaucoup d'ennemis puissants, tels l'Ayatollah Khomeini.
Ahmad Kasravi, que l'on a décrit comme le plus controversé des penseurs iraniens modernes, était un défenseur actif de la thèse de l'assimilation linguistique des minorités ethniques en Iran, particulièrement des Azéris.
Le 11 mars 1946, pendant son procès pour "calomnie envers l'Islam", Kasravi et l'un de ses assistants furent abattus dans la salle d'audience par des partisans de Navvab Safavi, extrémiste religieux chiite fondateur de l'organisation terroriste Fedayin de l'Islam (ceux qui se dévouent pour l'Islam). Ce groupe s'était déjà livré à une tentative d'assassinat sur la personne de Kasravi en avril 1945 à Téhéran.

## Œuvres
Parmi ses livres les plus connus :
- Dix-huit ans d'histoire de l'Azerbaïdjan (تاریخ هجده‌سالهٔ آذربایجان)
- Histoire constitutionnelle de l'Iran (تاریخ مشروطهٔ ایران)
- Les rois oubliés (شهرياران گمنام)
- Cinq cents ans d'histoire du Khouzestan (تاریخ پانصد سالهٔ خوزستان)
- Brève histoire du lion et du soleil (تاریخچهٔ شیر وخورشید)
- L'Azari ou l'ancienne langue de l'Azerbaïdjan (آذری یا زبان باستان آذربایجان)
- Le Cheikh Safi et sa tribu (شیخ صفی و تبارش)
- Chiisme (شيعيگرى)
- Baha'isme (بهاييگرى)
- Soufisme (صوفيگرى)